# Instytut Rybactwa Śródlądowego im. Stanisława Sakowicza

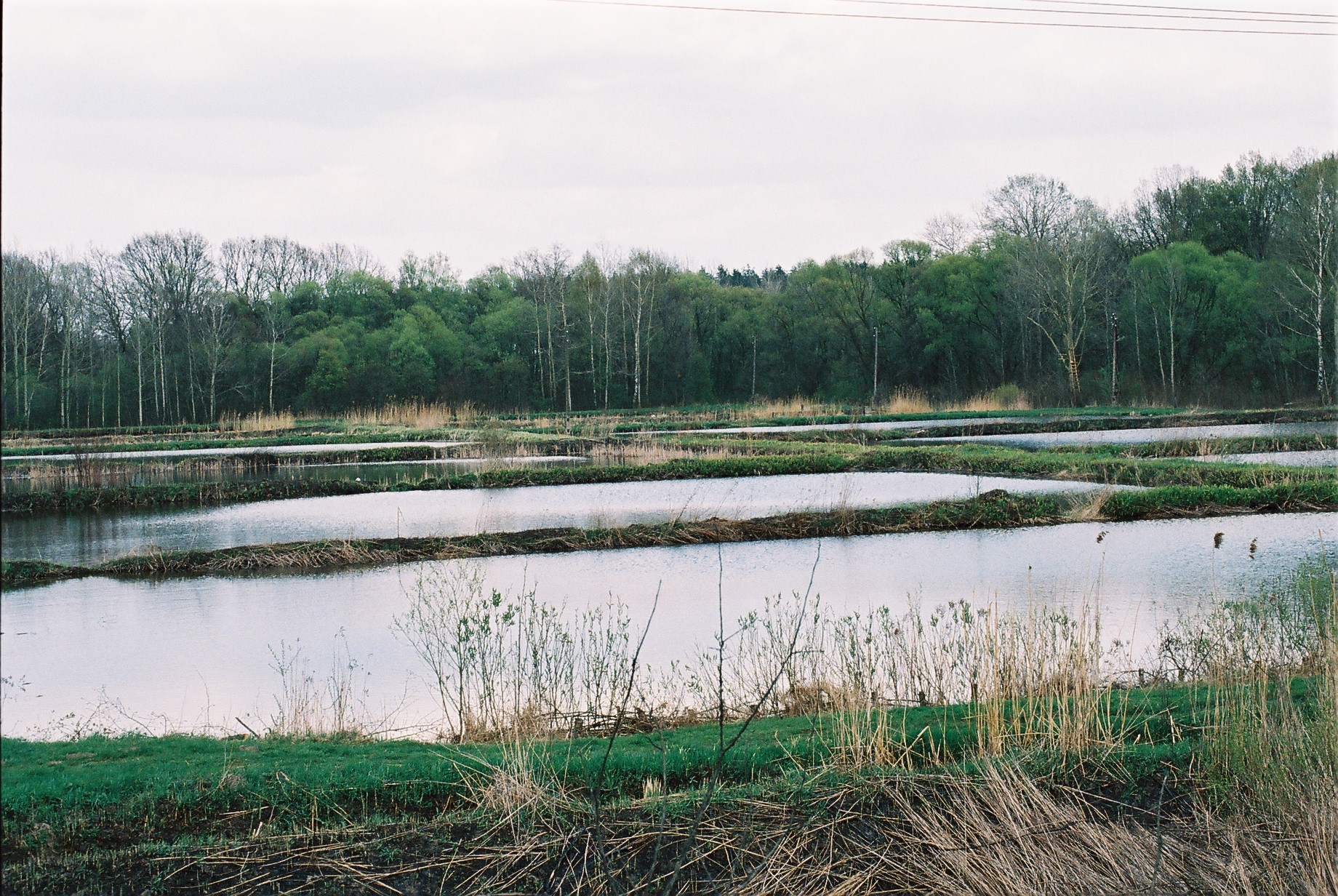
Stawy Doświadczalne – Rybacki Zakład Doświadczalny w Żabieńcu k/Piaseczna (2005)

Instytut Rybactwa Śródlądowego – Państwowy Instytut Badawczy – instytut badawczy z główną siedzibą w Olsztynie.
Instytut Rybactwa Śródlądowego powstał 1 stycznia 1951 roku. Imię swego założyciela profesora Stanisława Sakowicza przyjął w 1987 roku. Od 2022 r. ma status państwowego instytutu badawczego.
Instytutem kierowali kolejno: S. Korwin-Sakowicz (1951–1967), B. Dąbrowski (1967–1977), J. A. Szczerbowski (1977–2000), B. Zdanowski (2000–2015), G. Dietrich (2015), A. Wołos (2015–2019), A. Wiśniewska (2015–2022), ponownie G. Dietrich (2022–2024), a obecnie Konrad Turkowski (od 2024).

## Działalność
Instytut jest państwowym instytutem badawczym podlegającym Ministrowi Rolnictwa i Rozwoju Wsi. Statutowym zadaniem Instytutu jest działalność badawcza i upowszechnianie wyników badań naukowych w dziedzinie rybactwa śródlądowego. Zadania te realizowane są przez:
- prowadzenie badań teoretycznych i prac naukowych o charakterze stosowanym,
- kształcenie i doskonalenie kadr naukowych i zawodowych,
- prowadzenie prac studialnych i sporządzanie ekspertyz i opinii,
- upowszechnianie wyników badań m.in. przez działalność informacyjną, wydawniczą oraz konsultacyjno-szkoleniową,
- współpracę naukową z organizacjami krajowymi i zagranicznymi,
- współdziałanie z jednostkami administracyjnymi i gospodarczymi.

Instytut prowadzi działalność usługową w zakresie:
- opiniuje operaty rybackie, wnioski kredytowe oraz wnioski dotyczące pozwoleń wodno-prawnych,
- sporządza ekspertyzy i opinie dot. śródlądowej gospodarki rybackiej i wyceny szkód rybackich,
- prowadzi poradnictwo projektowe dotyczące rybackich obiektów hodowlanych,
- produkuje i rozprowadza materiał selekcyjny i obsadowy wybranych gatunków ryb,
- prowadzi zabiegi diagnostyczne i lecznicze w zakresie chorób ryb,
- prowadzi działalność informacyjną i wydawniczą (czasopisma naukowe, popularnonaukowe, broszury, książki, foldery itp.).

## Organizacja
W Instytucie funkcjonuje 15 komórek organizacyjnych: zakładów, pracowni i działów, prowadzących prace naukowo-badawcze i usługowe w zakresie: przyrodniczych podstaw optymalizacji metod chowu i hodowli ryb i raków,ochrony zdrowia ryb, techniki rybackiej, ekonomiki rybactwa, doświadczalnictwa rybackiego, upowszechnianie postępu rybackiego.
Jednostki badawcze zlokalizowane są w Olsztynie, Żabieńcu k. Warszawy, Giżycku, Gdańsku i Rutkach k. Gdańska. Zakłady doświadczalne znajdują się w Żabieńcu i Zatorze koło Krakowa.
Rada Naukowa Instytutu posiada prawo nadawania stopni naukowych doktora i doktora habilitowanego.

## Publikacje
Wyniki badań i upowszechniania wiedzy do 1990 r. wydawane były w opracowaniach naukowych i popularnonaukowe, głównie w „Rocznikach Nauk Rolniczych” ser. H „Rybactwo” (Wydawnictwo PAN-PWN) oraz „Gospodarce Rybnej” (Wyd. PWRiL). Później w naukowym periodyku „Archiwum Rybactwa Polskiego” oraz popularnonaukowym dwumiesięczniku „Komunikaty Rybackie” wydawanych przez IRS. W Instytucie wydawane są również broszury rybackie oraz poradniki i podręczniki dotyczące rybactwa.
W okresie 1951–1996 pracownicy Instytutu opublikowali drukiem około 3 tys. rozpraw naukowych, artykułów popularnonaukowych i doniesień. Zbliżoną liczbę stanowią opracowania nie publikowane – ekspertyzy, opinie i operaty, wykorzystywane głównie przez praktykę rybacką.
Biblioteka Główna Instytutu dysponuje ponad 14 tys. książek i 750 tytułami czasopism polskich i obcych.
Dotychczasowa działalność Instytutu zaowocowała licznymi osiągnięciami, m.in.:
- efektywne technologie produkcji materiału zarybieniowego licznych gatunków ryb,
- opracowanie metod chowu ryb jesiotrowatych w skali gospodarczej,
- wprowadzenie do praktyki gospodarczej szczepów pstrągów o różnym terminie tarła, co przyczyniło się do zwielokrotnienia produkcji ryb,
- wieloletnie prace urządzeniowe obejmujące ponad 3 tysiące jezior, co obok korzyści doraźnych pozwoliło stworzyć bardzo bogate archiwum informacji wszechstronnie wykorzystywanych przez jednostki naukowe, gospodarcze, administracyjne i inne,
- kilkudziesięcioletnie interdyscyplinarne badania podgrzewanych jezior konińskich stworzyły oryginalny poligon naukowy, unikatowy w skali międzynarodowej.

## Zakłady doświadczalne
- Doświadczalny ośrodek zarybieniowy „DGAŁ”
- Rybacki Zakład Doświadczalny w Zatorze
- Rybacki Zakład Doświadczalny w Żabieńcu